# Campionatul Mondial de Handbal Feminin 2013
Campionatul Mondial de Handbal Feminin din 2013 a fost a XXI-a ediție a turneului organizat Federația Internațională de Handbal și s-a desfășurat în decembrie 2013, în Serbia. Țara contracandidată pentru a obține organizarea competiției a fost Coreea de Sud. Serbia a primit statutul de țară gazdă la 2 octombrie 2010.

## Săli
- Kombank Arena, Belgrad (22.680 de locuri) (Finala)
- Sala Pionir, Belgrad (8.150 de locuri)
- SPC Vojvodina, Novi Sad (11.500 de locuri)
- Centrul Sportiv Čair, Niš (5.000 de locuri)
- Kristalna Dvorana, Zrenjanin (2.800 de locuri)

| Belgrad                        | Belgrad                     | Niš                                  | Novi Sad                      | Zrenjanin                         |
| Kombank Arena 22.680 de locuri | Sala Pionir 8.150 de locuri | Centrul Sportiv Čair 4.000 de locuri | SPC Vojvodina 8.000 de locuri | Kristalna Dvorana 2.800 de locuri |
|                                |                             |                                      |                               |                                   |

## Turnee de calificare
| Competiția                                           | Data                            | Locurile disponibile | Calificate                                                                         |
| ---------------------------------------------------- | ------------------------------- | -------------------- | ---------------------------------------------------------------------------------- |
| Meciurile de baraj europene                          | 3 octombrie 2012 – 9 iunie 2013 | 8                    | Cehia · Danemarca · Franța · Germania · Polonia · România · Spania · Țările de Jos |
| Campionatul African de Handbal Feminin din 2012      | 11 – 20 ianuarie 2012           | 4                    | Angola · Algeria · RD Congo · Tunisia                                              |
| Campionatul European de Handbal Feminin din 2012     | 4 – 16 decembrie 2012           | 2                    | Ungaria · Muntenegru                                                               |
| Campionatul Asiatic de Handbal Feminin din 2012      | 7 – 16 decembrie 2012           | 3                    | China · Japonia · Coreea de Sud                                                    |
| Campionatul de Handbal Feminin al Oceaniei din 2013  | 26 – 27 aprilie 2013            | 1                    | Australia                                                                          |
| Campionatul Pan-American de Handbal Feminin din 2013 | Vara anului 2013                | 4                    | Argentina · Brazilia · Republica Dominicană · Paraguay                             |

### Echipe calificate

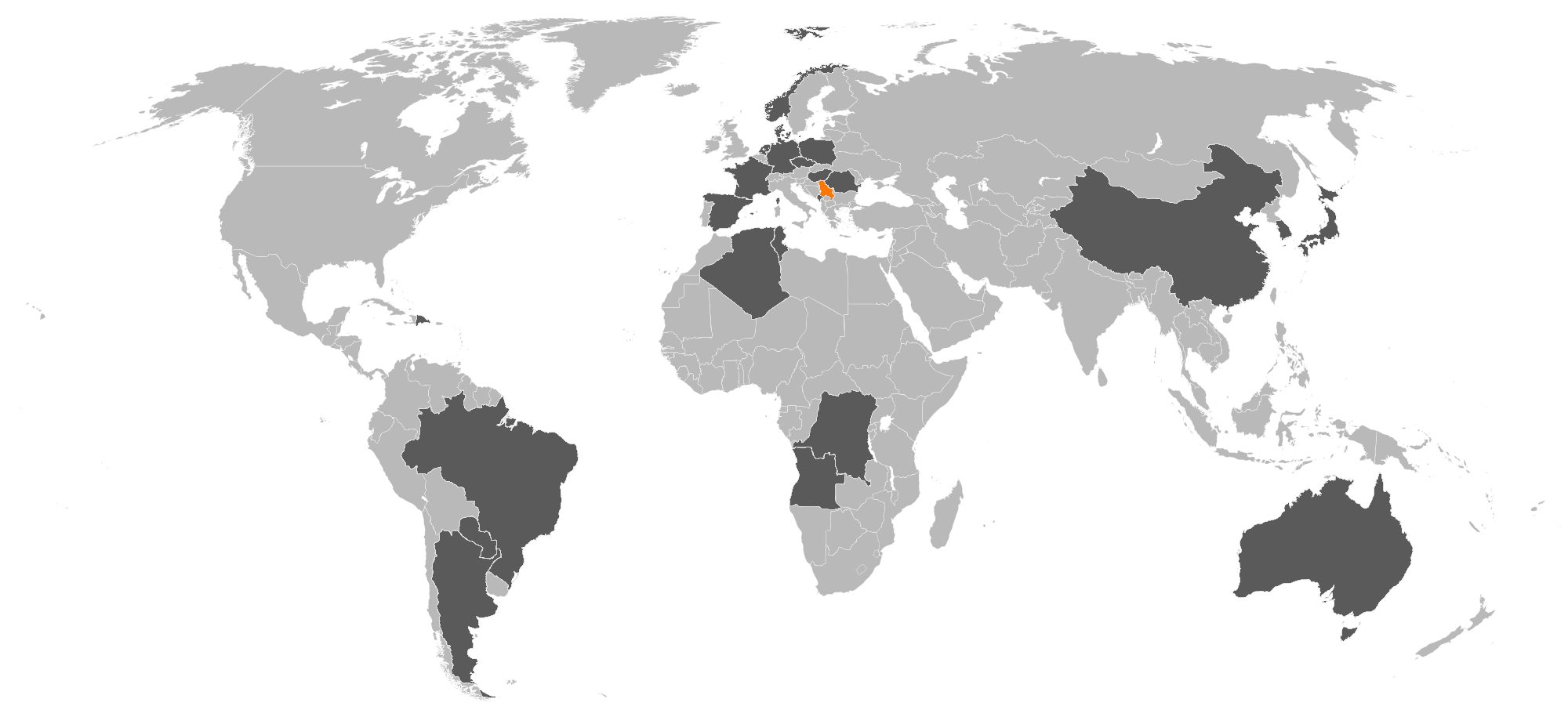
Participanții: cu gri închis, cu excepția țării gazdă: cu portocaliu

Exceptând echipa gazdă, un număr de 11 echipe s-au calificat la campionatul mondial în urma ocupării unor poziții fruntașe la anumite competiții, astfel:
| Țara                 | Calificată ca                                   | Data obținerii calificării | Apariții anterioare în competiție1, 2                                                                                       |
| -------------------- | ----------------------------------------------- | -------------------------- | --- |
| Serbia               | Gazdă                                           | 2 octombrie 2010           | 2 (2001, 2003) |
| Norvegia             | Campioană mondială                              | 18 decembrie 2011          | 16 (1971, 1973, 1975, 1982, 1986, 1990, 1993, 1995, 1997, 1999, 2001, 2003, 2005, 2007, 2009, 2011)                         |
| Algeria              | Semifinalistă a Campionatului African 2012      | 19 ianuarie 2012           | 2 (1978, 1997) |
| Angola               | Semifinalistă a Campionatului African 2012      | 19 ianuarie 2012           | 11 (1990, 1993, 1995, 1997, 1999, 2001, 2003, 2005, 2007, 2009, 2011)                                                       |
| RD Congo             | Semifinalistă a Campionatului African 2012      | 19 ianuarie 2012           | 0 (debut) |
| Tunisia              | Semifinalistă a Campionatului African 2012      | 19 ianuarie 2012           | 6 (1975, 2001, 2003, 2007, 2009, 2011)                                                                                      |
| Muntenegru           | Semifinalistă a Campionatului European 2012     | 9 decembrie 2012           | 1 (2011) |
| Ungaria              | Semifinalistă a Campionatului European 2012     | 11 decembrie 2012          | 18 (1957, 1962, 1965, 1971, 1973, 1975, 1978, 1982, 1986, 1993, 1995, 1997, 1999, 2001, 2003, 2005, 2007, 2009)             |
| Coreea de Sud        | Finalistă a Campionatului Asiatic 2012          | 14 decembrie 2012          | 14 (1978, 1982, 1986, 1990, 1993, 1995, 1997, 1999, 2001, 2003, 2005, 2007, 2009, 2011)                                     |
| China                | Finalistă a Campionatului Asiatic 2012          | 14 decembrie 2012          | 12 (1986, 1990, 1993, 1995, 1997, 1999, 2001, 2003, 2005, 2007, 2009, 2011)                                                 |
| Japonia              | Locul trei la Campionatul Asiatic 2012          | 16 decembrie 2012          | 15 (1962, 1965, 1971, 1973, 1975, 1986, 1995, 1997, 1999, 2001, 2003, 2005, 2007, 2009, 2011)                               |
| Australia            | Câștigătoare a Campionatului Oceaniei 2013      | 27 aprilie 2013            | 6 (1999, 2003, 2005, 2007, 2009, 2011)                                                                                      |
| Argentina            | Semifinalistă a Campionatului Pan-American 2013 | 5 iunie 2013               | 6 (1999, 2003, 2005, 2007, 2009, 2011)                                                                                      |
| Brazilia             | Semifinalistă a Campionatului Pan-American 2013 | 5 iunie 2013               | 9 (1995, 1997, 1999, 2001, 2003, 2005, 2007, 2009, 2011)                                                                    |
| Republica Dominicană | Semifinalistă a Campionatului Pan-American 2013 | 5 iunie 2013               | 1 (2007) |
| Paraguay             | Semifinalistă a Campionatului Pan-American 2013 | 5 iunie 2013               | 1 (2007) |
| Spania               | Câștigătoare a meciului de baraj                | 8 iunie 2013               | 6 (1990, 2001, 2003, 2007, 2009, 2011)                                                                                      |
| România              | Câștigătoare a meciului de baraj                | 8 iunie 2013               | 20 (1957, 1962, 1965, 1971, 1973, 1975, 1978, 1982, 1986, 1990, 1993, 1995, 1997, 1999, 2001, 2003, 2005, 2007, 2009, 2011) |
| Polonia              | Câștigătoare a meciului de baraj                | 8 iunie 2013               | 13 (1957, 1962, 1965, 1973, 1975, 1978, 1986, 1990, 1993, 1997, 1999, 2005, 2007)                                           |
| Cehia                | Câștigătoare a meciului de baraj                | 8 iunie 2013               | 4 (1995, 1997, 1999, 2003)                                                                                                  |
| Danemarca            | Câștigătoare a meciului de baraj                | 8 iunie 2013               | 16 (1957, 1962, 1965, 1971, 1973, 1975, 1990, 1993, 1995, 1997, 1999, 2001, 2003, 2005, 2009, 2011)                         |
| Țările de Jos        | Câștigătoare a meciului de baraj                | 9 iunie 2013               | 8 (1971, 1973, 1978, 1986, 1999, 2001, 2005, 2011)                                                                          |
| Germania             | Câștigătoare a meciului de baraj                | 9 iunie 2013               | 9 (1993, 1995, 1997, 1999, 2003, 2005, 2007, 2009, 2011)                                                                    |
| Franța               | Câștigătoare a meciului de baraj                | 9 iunie 2013               | 10 (1986, 1990, 1997, 1999, 2001, 2003, 2005, 2007, 2009, 2011)                                                             |

1 Bold indică echipa campioană din acel an
2 Italic indică echipa gazdă din acel an

## Arbitri
Au fost selectate 16 perechi de arbitri:
| Arbitri          | Arbitri                                  |
| ---------------- | ---------------------------------------- |
| Argentina        | Carlos Maria Marina Dario Leonel Minore  |
| Coasta de Fildeș | Yalatima Nanga Coulibaly Mamadou Diabaté |
| Coreea de Sud    | Seok Lee Bon-Ok Koo                      |
| Franța           | Charlotte Bonaventura Julie Bonaventura  |
| Germania         | Anders Birch Dennis Stenrand             |
| Kuweit           | Ahmad Al-Mutawa Jesam Al Suwailem        |
| Lituania         | Mindaugas Gatelis Vaidas Mažeika         |
| Norvegia         | Kjersti Arntsen Guro Røen                |

| Arbitri    | Arbitri                             |
| ---------- | ----------------------------------- |
| Portugalia | Duarte Santos Ricardo Luis Fonseca  |
| România    | Diana-Carmen Florescu Anamaria Duță |
| Serbia     | Ivan Mošorinski Alexander Pandžić   |
| Slovenia   | Bojan Lah David Sok                 |
| Spania     | Andreu Marín Lorente Ignacio García |
| Suedia     | Natasha Engberg Alexandra Laurell   |
| Tunisia    | Samir Krichene Samir Makhlouf       |
| Ungaria    | Péter Horvárth Balázs Márton        |

## Tragerea la sorți a grupelor
Tragerea la sorți a grupelor a avut loc pe 15 iunie 2013, la ora locală 11:30.

### Distribuție
| Urna 1                                           | Urna 2                                          | Urna 3                                       | Urna 4                                   | Urna 5                                     | Urna 6                                                  |
| ------------------------------------------------ | ----------------------------------------------- | -------------------------------------------- | ---------------------------------------- | ------------------------------------------ | ------------------------------------------------------- |
| - Norvegia DT - Muntenegru - Ungaria - Danemarca | - Țările de Jos - Brazilia - Germania - Polonia | - Angola - Franța - Serbia (gazda) - România | - Coreea de Sud - Spania - Cehia - China | - Tunisia - RD Congo - Japonia - Argentina | - Republica Dominicană - Paraguay - Algeria - Australia |

- DT = Deținătoarea titlului

## Faza grupelor preliminare
În urma tragerii la sorți, distribuția în grupe a fost cea de mai jos. Ulterior, Federația Internațională de Handbal a publicat și programul partidelor:
Echipele clasate pe primele patru locuri din fiecare grupă s-au calificat în faza superioară a competiției.
|  | Echipele calificate în grupele principale |

### Grupa A
| Echipa               | M | V | E | Î | GM  | GP  | G   | Pct |
| -------------------- | - | - | - | - | --- | --- | --- | --- |
| Franța               | 5 | 5 | 0 | 0 | 125 | 80  | +45 | 10  |
| Muntenegru           | 5 | 4 | 0 | 1 | 135 | 92  | +43 | 8   |
| Coreea de Sud        | 5 | 3 | 0 | 2 | 151 | 106 | +45 | 6   |
| Țările de Jos        | 5 | 2 | 0 | 3 | 136 | 114 | +22 | 4   |
| RD Congo             | 5 | 1 | 0 | 4 | 86  | 155 | −69 | 2   |
| Republica Dominicană | 5 | 0 | 0 | 5 | 92  | 178 | −86 | 0   |

| 7 decembrie 2013 14:45 | Muntenegru  | 24 - 22 | Coreea de Sud | Sala Pionir, Belgrad Asistență: 1.100 Arbitri: Lah, Sok |
| 7 decembrie 2013 14:45 | Bulatović 7 | (11-11) | Sun Hee 8     | Sala Pionir, Belgrad Asistență: 1.100 Arbitri: Lah, Sok |
| 7 decembrie 2013 14:45 | 4× 3×       | Cronică | 4× 3×         | Sala Pionir, Belgrad Asistență: 1.100 Arbitri: Lah, Sok |

| 7 decembrie 2013 17:00 | Franța    | 31 - 13 | RD Congo  | Sala Pionir, Belgrad Asistență: 500 Arbitri: Marina, Minore |
| 7 decembrie 2013 17:00 | Dembele 5 | (15-6)  | Mwasesa 8 | Sala Pionir, Belgrad Asistență: 500 Arbitri: Marina, Minore |
| 7 decembrie 2013 17:00 | 2× 3×     | Cronică | 4× 2×     | Sala Pionir, Belgrad Asistență: 500 Arbitri: Marina, Minore |

| 7 decembrie 2013 19:15 | Țările de Jos | 44 - 21 | Republica Dominicană | Sala Pionir, Belgrad Asistență: 300 Arbitri: Arntsen, Røen |
| 7 decembrie 2013 19:15 | Knippenborg 9 | (20-9)  | Pimentel, Pop 6      | Sala Pionir, Belgrad Asistență: 300 Arbitri: Arntsen, Røen |
| 7 decembrie 2013 19:15 | 1× 3×         | Cronică | 2×                   | Sala Pionir, Belgrad Asistență: 300 Arbitri: Arntsen, Røen |

| 8 decembrie 2013 16:00 | Coreea de Sud | 22 - 15 | Țările de Jos            | Sala Pionir, Belgrad Asistență: 500 Arbitri: Horváth, Márton |
| 8 decembrie 2013 16:00 | Jin-Yi 7      | (17-11) | van der Heijden, Groot 5 | Sala Pionir, Belgrad Asistență: 500 Arbitri: Horváth, Márton |
| 8 decembrie 2013 16:00 | 3× 2×         | Cronică | 4× 3×                    | Sala Pionir, Belgrad Asistență: 500 Arbitri: Horváth, Márton |

| 8 decembrie 2013 18:15 | RD Congo  | 9 - 35  | Muntenegru            | Belgrad Asistență: 726 Arbitri: Arntsen, Røen |
| 8 decembrie 2013 18:15 | Lusamba 3 | (4-19)  | Petrović, Bulatović 5 | Belgrad Asistență: 726 Arbitri: Arntsen, Røen |
| 8 decembrie 2013 18:15 | 3× 2×     | Cronică | 4× 3×                 | Belgrad Asistență: 726 Arbitri: Arntsen, Røen |

| 8 decembrie 2013 20:30 | Republica Dominicană | 10 - 27 | Franța     | Sala Pionir, Belgrad Asistență: 250 Arbitri: Lah, Sok |
| 8 decembrie 2013 20:30 | Andino 5             | (4–10)  | Baudouin 7 | Sala Pionir, Belgrad Asistență: 250 Arbitri: Lah, Sok |
| 8 decembrie 2013 20:30 | 6× 3×                | Cronică | 6× 3×      | Sala Pionir, Belgrad Asistență: 250 Arbitri: Lah, Sok |

| 10 decembrie 2013 16:00 | Coreea de Sud | 34 - 20 | RD Congo  | Sala Pionir Hall, Belgrad Asistență: 100 Arbitri: Arntsen, Røen |
| 10 decembrie 2013 16:00 | Sun Hee 7     | (19–13) | Mwasesa 9 | Sala Pionir Hall, Belgrad Asistență: 100 Arbitri: Arntsen, Røen |
| 10 decembrie 2013 16:00 | 1× 2×         | Cronică | 5× 2×     | Sala Pionir Hall, Belgrad Asistență: 100 Arbitri: Arntsen, Røen |

| 10 decembrie 2013 18:15 | Muntenegru   | 33 – 19 | Republica Dominicană | Sala Pionir, Belgrad Asistență: 200 Arbitri: Horváth, Márton |
| 10 decembrie 2013 18:15 | Mehmedović 8 | (17–10) | Peña 5               | Sala Pionir, Belgrad Asistență: 200 Arbitri: Horváth, Márton |
| 10 decembrie 2013 18:15 | 4× 3×        | Cronică | 4× 2×                | Sala Pionir, Belgrad Asistență: 200 Arbitri: Horváth, Márton |

| 10 decembrie 2013 20:30 | Țările de Jos | 19 – 23 | Franța    | Sala Pionir, Belgrad Asistență: 400 Arbitri: Marina, Minore |
| 10 decembrie 2013 20:30 | Abbingh 6     | (10–10) | Signaté 6 | Sala Pionir, Belgrad Asistență: 400 Arbitri: Marina, Minore |
| 10 decembrie 2013 20:30 | 5× 3×         | Cronică | 5× 3×     | Sala Pionir, Belgrad Asistență: 400 Arbitri: Marina, Minore |

| 11 decembrie 2013 16:00 | Republica Dominicană | 20 – 51 | Coreea de Sud | Sala Pionir, Belgrad Asistență: 150 Arbitri: Marina, Minore |
| 11 decembrie 2013 16:00 | López 6              | (8–27)  | Kim Jin-Yi 9  | Sala Pionir, Belgrad Asistență: 150 Arbitri: Marina, Minore |
| 11 decembrie 2013 16:00 | 5× 2×                | Cronică | 4× 3×         | Sala Pionir, Belgrad Asistență: 150 Arbitri: Marina, Minore |

| 11 decembrie 2013 18:15 | Țările de Jos           | 33 – 21 | RD Congo  | Sala Pionir, Belgrad Asistență: 300 Arbitri: Horváth, Márton |
| 11 decembrie 2013 18:15 | Abbingh, Bont, Polman 5 | (18–11) | Mwasesa 8 | Sala Pionir, Belgrad Asistență: 300 Arbitri: Horváth, Márton |
| 11 decembrie 2013 18:15 | 7× 3×                   | Cronică | 3× 1×     | Sala Pionir, Belgrad Asistență: 300 Arbitri: Horváth, Márton |

| 11 decembrie 2013 20:30 | Franța                        | 17 - 16 | Muntenegru  | Sala Pionir, Belgrad Asistență: 600 Arbitri: Arntsen, Røen |
| 11 decembrie 2013 20:30 | Lacrabère, Niombla, Signaté 3 | (6-8)   | Jovanović 5 | Sala Pionir, Belgrad Asistență: 600 Arbitri: Arntsen, Røen |
| 11 decembrie 2013 20:30 | 1× 2×                         | Cronică | 2× 4×       | Sala Pionir, Belgrad Asistență: 600 Arbitri: Arntsen, Røen |

| 13 decembrie 2013 16:15 | RD Congo | 23 - 22 | Republica Dominicană | Sala Pionir, Belgrad Asistență: 150 Arbitri: Marina, Minore |
| 13 decembrie 2013 16:15 | Okoko 8  | (15–13) | Pop 6                | Sala Pionir, Belgrad Asistență: 150 Arbitri: Marina, Minore |
| 13 decembrie 2013 16:15 | 4× 3×    | Cronică | 2×                   | Sala Pionir, Belgrad Asistență: 150 Arbitri: Marina, Minore |

| 13 decembrie 2013 18:30 | Franța      | 27 - 22 | Coreea de Sud              | Sala Pionir, Belgrad Asistență: 700 Arbitri: Horváth, Márton |
| 13 decembrie 2013 18:30 | Lacrabère 8 | (11–10) | Ryu Eun-Hee, Jung Ji-Hae 6 | Sala Pionir, Belgrad Asistență: 700 Arbitri: Horváth, Márton |
| 13 decembrie 2013 18:30 | 5× 4×       | Cronică | 4× 3×                      | Sala Pionir, Belgrad Asistență: 700 Arbitri: Horváth, Márton |

| 13 decembrie 2013 20:45 | Muntenegru             | 27 - 25 | Țările de Jos           | Sala Pionir, Belgrad Asistență: 600 Arbitri: Santos, Fonseca |
| 13 decembrie 2013 20:45 | Radičević, Bulatović 8 | (14–18) | Laura van der Heijden 7 | Sala Pionir, Belgrad Asistență: 600 Arbitri: Santos, Fonseca |
| 13 decembrie 2013 20:45 | 6× 3×                  | Cronică | 5× 3×                   | Sala Pionir, Belgrad Asistență: 600 Arbitri: Santos, Fonseca |

### Grupa B
| Echipa    | M | V | E | Î | GM  | GP  | G   | Pct |
| --------- | - | - | - | - | --- | --- | --- | --- |
| Brazilia  | 5 | 5 | 0 | 0 | 119 | 84  | +35 | 10  |
| Serbia    | 5 | 4 | 0 | 1 | 140 | 105 | +35 | 8   |
| Danemarca | 5 | 3 | 0 | 2 | 133 | 89  | +44 | 6   |
| Japonia   | 5 | 2 | 0 | 3 | 136 | 131 | +5  | 4   |
| China     | 5 | 1 | 0 | 4 | 104 | 168 | −64 | 2   |
| Algeria   | 5 | 0 | 0 | 5 | 102 | 167 | −65 | 0   |

| 6 decembrie 2013 18:00 | Serbia  | 28 - 26 | Japonia | Centrul Sportiv Čair, Niš Asistență: 3.800 Arbitri: García, Marín |
| 6 decembrie 2013 18:00 | Lekić 6 | (10-13) | Fujii 7 | Centrul Sportiv Čair, Niš Asistență: 3.800 Arbitri: García, Marín |
| 6 decembrie 2013 18:00 | 6× 4×   | Cronică | 4× 3×   | Centrul Sportiv Čair, Niš Asistență: 3.800 Arbitri: García, Marín |

| 7 decembrie 2013 18:00 | Brazilia   | 36 - 20  | Algeria | Centrul Sportiv Čair, Niš Asistență: 1.000 Arbitri: Duță, Florescu |
| 7 decembrie 2013 18:00 | da Silva 9 | (21 - 7) | Tizi 6  | Centrul Sportiv Čair, Niš Asistență: 1.000 Arbitri: Duță, Florescu |
| 7 decembrie 2013 18:00 | 6× 3×      | Cronică  | 3×      | Centrul Sportiv Čair, Niš Asistență: 1.000 Arbitri: Duță, Florescu |

| 7 decembrie 2013 20:15 | Danemarca                 | 44 - 21 | China    | Centrul Sportiv Čair, Niš Asistență: 800 Arbitri: Krichen, Makhlouf |
| 7 decembrie 2013 20:15 | Kristiansen, Schumacher 6 | (19-13) | Jiaqin 5 | Centrul Sportiv Čair, Niš Asistență: 800 Arbitri: Krichen, Makhlouf |
| 7 decembrie 2013 20:15 | 1× 3×                     | Cronică | 2×       | Centrul Sportiv Čair, Niš Asistență: 800 Arbitri: Krichen, Makhlouf |

| 8 decembrie 2013 15:45 | China     | 21 - 34 | Brazilia   | Centrul Sportiv Čair, Niš Asistență: 200 Arbitri: García, Marín |
| 8 decembrie 2013 15:45 | Shuihui 5 | (12-19) | da Silva 9 | Centrul Sportiv Čair, Niš Asistență: 200 Arbitri: García, Marín |
| 8 decembrie 2013 15:45 | 4× 3×     | Cronică | 4× 3×      | Centrul Sportiv Čair, Niš Asistență: 200 Arbitri: García, Marín |

| 8 decembrie 2013 18:00 | Algeria | 14 - 34 | Serbia    | Centrul Sportiv Čair, Niš Asistență: 3.500 Arbitri: Krichen, Makhlouf |
| 8 decembrie 2013 18:00 | Ziadi 5 | (6–18)  | Nišavić 9 | Centrul Sportiv Čair, Niš Asistență: 3.500 Arbitri: Krichen, Makhlouf |
| 8 decembrie 2013 18:00 | 3×      | Cronică | 3× 4× 1×  | Centrul Sportiv Čair, Niš Asistență: 3.500 Arbitri: Krichen, Makhlouf |

| 8 decembrie 2013 20:15 | Japonia | 25 - 29 | Danemarca      | Centrul Sportiv Čair, Niš Asistență: 800 Arbitri: Gatelis, Mažeika |
| 8 decembrie 2013 20:15 | Fujii 6 | (13–13) | Kristiansen 10 | Centrul Sportiv Čair, Niš Asistență: 800 Arbitri: Gatelis, Mažeika |
| 8 decembrie 2013 20:15 | 4× 3×   | Cronică | 4× 3×          | Centrul Sportiv Čair, Niš Asistență: 800 Arbitri: Gatelis, Mažeika |

| 10 decembrie 2013 15:45 | China    | 27 – 33 | Japonia  | Centrul Sportiv Čair, Niš Asistență: 500 Arbitri: Duță, Florescu |
| 10 decembrie 2013 15:45 | Jiaqin 6 | (12–16) | Fujii 10 | Centrul Sportiv Čair, Niš Asistență: 500 Arbitri: Duță, Florescu |
| 10 decembrie 2013 15:45 | 6× 3×    | Cronică | 3×       | Centrul Sportiv Čair, Niš Asistență: 500 Arbitri: Duță, Florescu |

| 10 decembrie 2013 18:00 | Brazilia                | 25 – 23 | Serbia  | Centrul Sportiv Čair, Niš Asistență: 3.800 Arbitri: Gatelis, Mažeika |
| 10 decembrie 2013 18:00 | Amorim, Do Nascimento 5 | (14–11) | Krpež 5 | Centrul Sportiv Čair, Niš Asistență: 3.800 Arbitri: Gatelis, Mažeika |
| 10 decembrie 2013 18:00 | 7× 3×                   | Cronică | 3× 4×   | Centrul Sportiv Čair, Niš Asistență: 3.800 Arbitri: Gatelis, Mažeika |

| 10 decembrie 2013 20:15 | Danemarca | 38 – 20 | Algeria     | Centrul Sportiv Čair, Niš Asistență: 400 Arbitri: García, Marín |
| 10 decembrie 2013 20:15 | Hansen 8  | (21–8)  | Belakhdar 9 | Centrul Sportiv Čair, Niš Asistență: 400 Arbitri: García, Marín |
| 10 decembrie 2013 20:15 | 7× 3×     | Cronică | 1× 2×       | Centrul Sportiv Čair, Niš Asistență: 400 Arbitri: García, Marín |

| 11 decembrie 2013 15:45 | Brazilia        | 24 – 20 | Japonia         | Centrul Sportiv Čair, Niš Asistență: 300 Arbitri: Krichen, Makhlouf |
| 11 decembrie 2013 15:45 | Do Nascimento 5 | (12–8)  | Fujii, Tanabe 4 | Centrul Sportiv Čair, Niš Asistență: 300 Arbitri: Krichen, Makhlouf |
| 11 decembrie 2013 15:45 | 5× 4×           | Cronică | 5× 3×           | Centrul Sportiv Čair, Niš Asistență: 300 Arbitri: Krichen, Makhlouf |

| 11 decembrie 2013 18:00 | Algeria | 25 – 27 | China      | Centrul Sportiv Čair, Niš Asistență: 1.000 Arbitri: Gatelis, Mažeika |
| 11 decembrie 2013 18:00 | Tizi 7  | (14–15) | Shuihui 13 | Centrul Sportiv Čair, Niš Asistență: 1.000 Arbitri: Gatelis, Mažeika |
| 11 decembrie 2013 18:00 | 2× 3×   | Cronică | 5× 3×      | Centrul Sportiv Čair, Niš Asistență: 1.000 Arbitri: Gatelis, Mažeika |

| 11 decembrie 2013 20:15 | Serbia  | 23 – 22 | Danemarca          | Centrul Sportiv Čair, Niš Asistență: 3.800 Arbitri: García, Marín |
| 11 decembrie 2013 20:15 | Lekić 6 | (12–12) | Fisker, Burgaard 4 | Centrul Sportiv Čair, Niš Asistență: 3.800 Arbitri: García, Marín |
| 11 decembrie 2013 20:15 | 4× 2×   | Cronică | 6× 3×              | Centrul Sportiv Čair, Niš Asistență: 3.800 Arbitri: García, Marín |

| 13 decembrie 2013 15:45 | Japonia       | 32 - 23 | Algeria | Centrul Sportiv Čair, Niš Asistență: 200 Arbitri: Duță, Florescu |
| 13 decembrie 2013 15:45 | Fujii, Hara 6 | (16–12) | Tizi 8  | Centrul Sportiv Čair, Niš Asistență: 200 Arbitri: Duță, Florescu |
| 13 decembrie 2013 15:45 | 4× 3×         | Cronică | 3×      | Centrul Sportiv Čair, Niš Asistență: 200 Arbitri: Duță, Florescu |

| 13 decembrie 2013 18:00 | Serbia  | 32 - 18 | China    | Centrul Sportiv Čair, Niš Asistență: 3.700 Arbitri: Krichen, Makhlouf |
| 13 decembrie 2013 18:00 | Lekić 8 | (19–10) | Jiaqin 6 | Centrul Sportiv Čair, Niš Asistență: 3.700 Arbitri: Krichen, Makhlouf |
| 13 decembrie 2013 18:00 | 1× 2×   | Cronică | 4× 3×    | Centrul Sportiv Čair, Niš Asistență: 3.700 Arbitri: Krichen, Makhlouf |

| 13 decembrie 2013 20:15 | Danemarca | 18 - 23 | Brazilia    | Centrul Sportiv Čair, Niš Asistență: 1.000 Arbitri: Gatelis, Mažeika |
| 13 decembrie 2013 20:15 | Fisker 5  | (9–14)  | Cavaleiro 7 | Centrul Sportiv Čair, Niš Asistență: 1.000 Arbitri: Gatelis, Mažeika |
| 13 decembrie 2013 20:15 | 6× 3×     | Cronică | 5× 4×       | Centrul Sportiv Čair, Niš Asistență: 1.000 Arbitri: Gatelis, Mažeika |

### Grupa C
| Echipa    | M | V | E | Î | GM  | GP  | G    | Pct |
| --------- | - | - | - | - | --- | --- | ---- | --- |
| Norvegia  | 5 | 5 | 0 | 0 | 142 | 90  | +52  | 10  |
| Spania    | 5 | 4 | 0 | 1 | 130 | 91  | +39  | 8   |
| Polonia   | 5 | 3 | 0 | 2 | 141 | 95  | +46  | 6   |
| Angola    | 5 | 2 | 0 | 3 | 135 | 123 | +12  | 4   |
| Argentina | 5 | 1 | 0 | 4 | 102 | 141 | −39  | 2   |
| Paraguay  | 5 | 0 | 0 | 5 | 55  | 165 | −110 | 0   |

| 7 decembrie 2013 15:45 | Angola   | 33 - 23 | Argentina | Kristalna Dvorana, Zrenjanin Asistență: 1.000 Arbitri: Al-Mutawa, Al-Suwailam |
| 7 decembrie 2013 15:45 | Guialo 8 | (15-12) | Belotti 6 | Kristalna Dvorana, Zrenjanin Asistență: 1.000 Arbitri: Al-Mutawa, Al-Suwailam |
| 7 decembrie 2013 15:45 | 6× 3×    | Cronică | 6× 2×     | Kristalna Dvorana, Zrenjanin Asistență: 1.000 Arbitri: Al-Mutawa, Al-Suwailam |

| 7 decembrie 2013 18:00 | Polonia        | 40 - 6  | Paraguay       | Kristalna Dvorana, Zrenjanin Asistență: 1.000 Arbitri: Engberg, Laurell |
| 7 decembrie 2013 18:00 | Koniuszaniec 8 | (19-4)  | Faria Servin 3 | Kristalna Dvorana, Zrenjanin Asistență: 1.000 Arbitri: Engberg, Laurell |
| 7 decembrie 2013 18:00 | 3×             | Cronică | 2× 3×          | Kristalna Dvorana, Zrenjanin Asistență: 1.000 Arbitri: Engberg, Laurell |

| 7 decembrie 2013 20:15 | Norvegia | 22 - 20 | Spania                      | Kristalna Dvorana, Zrenjanin Asistență: 2.000 Arbitri: Mošorinski, Pandžić |
| 7 decembrie 2013 20:15 | Mørk 8   | (11-10) | Fernández, Mangué, Pinedo 4 | Kristalna Dvorana, Zrenjanin Asistență: 2.000 Arbitri: Mošorinski, Pandžić |
| 7 decembrie 2013 20:15 | 4× 3×    | Cronică | 3× 4×                       | Kristalna Dvorana, Zrenjanin Asistență: 2.000 Arbitri: Mošorinski, Pandžić |

| 9 decembrie 2013 15:45 | Paraguay | 12 - 37 | Angola     | Kristalna Dvorana, Zrenjanin Asistență: 500 Arbitri: Mošorinski, Pandžić |
| 9 decembrie 2013 15:45 | Gómez 6  | (7–18)  | Bernardo 9 | Kristalna Dvorana, Zrenjanin Asistență: 500 Arbitri: Mošorinski, Pandžić |
| 9 decembrie 2013 15:45 | 5× 3×    | Cronică | 1× 3×      | Kristalna Dvorana, Zrenjanin Asistență: 500 Arbitri: Mošorinski, Pandžić |

| 9 decembrie 2013 18:00 | Spania    | 26 – 20 | Polonia                       | Kristalna Dvorana, Zrenjanin Asistență: 1.000 Arbitri: Al-Mutawa, Al-Suwailam |
| 9 decembrie 2013 18:00 | Barbosa 8 | (11–11) | Byzdra, Kudłacz, Niedźwiedź 4 | Kristalna Dvorana, Zrenjanin Asistență: 1.000 Arbitri: Al-Mutawa, Al-Suwailam |
| 9 decembrie 2013 18:00 | 5× 3×     | Cronică | 4× 2×                         | Kristalna Dvorana, Zrenjanin Asistență: 1.000 Arbitri: Al-Mutawa, Al-Suwailam |

| 9 decembrie 2013 20:15 | Argentina | 18 - 37 | Norvegia | Kristalna Dvorana, Zrenjanin Asistență: 2.000 Arbitri: Fonseca, Santos |
| 9 decembrie 2013 20:15 | Mendoza 4 | (9-15)  | Alstad 6 | Kristalna Dvorana, Zrenjanin Asistență: 2.000 Arbitri: Fonseca, Santos |
| 9 decembrie 2013 20:15 | 5× 3×     | Cronică | 5× 3×    | Kristalna Dvorana, Zrenjanin Asistență: 2.000 Arbitri: Fonseca, Santos |

| 10 decembrie 2013 15:45 | Polonia               | 32 – 23 | Angola     | Kristalna Dvorana, Zrenjanin Asistență: 800 Arbitri: Fonseca, Santos |
| 10 decembrie 2013 15:45 | Grzyb, Koniuszaniec 7 | (18–13) | Bernardo 5 | Kristalna Dvorana, Zrenjanin Asistență: 800 Arbitri: Fonseca, Santos |
| 10 decembrie 2013 15:45 | 6× 4×                 | Cronică | 2×         | Kristalna Dvorana, Zrenjanin Asistență: 800 Arbitri: Fonseca, Santos |

| 10 decembrie 2013 18:00 | Spania            | 25 – 19 | Argentina | Kristalna Dvorana, Zrenjanin Asistență: 1.000 Arbitri: Engberg, Laurell |
| 10 decembrie 2013 18:00 | Fernández, Pena 6 | (14–11) | Haro 5    | Kristalna Dvorana, Zrenjanin Asistență: 1.000 Arbitri: Engberg, Laurell |
| 10 decembrie 2013 18:00 | 5× 3×             | Cronică | 1× 2×     | Kristalna Dvorana, Zrenjanin Asistență: 1.000 Arbitri: Engberg, Laurell |

| 10 decembrie 2013 20:15 | Norvegia                             | 34 – 13 | Paraguay  | Kristalna Dvorana, Zrenjanin Asistență: 800 Arbitri: Al-Mutawa, Al-Suwailam |
| 10 decembrie 2013 20:15 | Herrem, Nøstvold, Oftedal, Sulland 4 | (17–8)  | Cáceres 4 | Kristalna Dvorana, Zrenjanin Asistență: 800 Arbitri: Al-Mutawa, Al-Suwailam |
| 10 decembrie 2013 20:15 | 5× 2×                                | Cronică | 2× 3×     | Kristalna Dvorana, Zrenjanin Asistență: 800 Arbitri: Al-Mutawa, Al-Suwailam |

| 12 decembrie 2013 15:45 | Paraguay | 9 - 29  | Spania           | Kristalna Dvorana, Zrenjanin Asistență: 500 Arbitri: Fonseca, Santos |
| 12 decembrie 2013 15:45 | Faría 4  | (0–14)  | Aguilar, López 4 | Kristalna Dvorana, Zrenjanin Asistență: 500 Arbitri: Fonseca, Santos |
| 12 decembrie 2013 15:45 | 2× 1×    | Cronică | 4× 3×            | Kristalna Dvorana, Zrenjanin Asistență: 500 Arbitri: Fonseca, Santos |

| 12 decembrie 2013 18:00 | Polonia  | 31 - 17 | Argentina | Kristalna Dvorana, Zrenjanin Asistență: 1.500 Arbitri: Mošorinski, Pandžić |
| 12 decembrie 2013 18:00 | Wojtas 8 | (14–9)  | Mendoza 6 | Kristalna Dvorana, Zrenjanin Asistență: 1.500 Arbitri: Mošorinski, Pandžić |
| 12 decembrie 2013 18:00 | 7× 3×    | Cronică | 5× 3×     | Kristalna Dvorana, Zrenjanin Asistență: 1.500 Arbitri: Mošorinski, Pandžić |

| 12 decembrie 2013 20:15 | Angola     | 21 - 26 | Norvegia                          | Kristalna Dvorana, Zrenjanin Asistență: 1.200 Arbitri: Al-Mutawa, Al-Suwailam |
| 12 decembrie 2013 20:15 | M. Kiala 6 | (9–12)  | Hammerseng-Edin, Løke, Nøstvold 5 | Kristalna Dvorana, Zrenjanin Asistență: 1.200 Arbitri: Al-Mutawa, Al-Suwailam |
| 12 decembrie 2013 20:15 | 2×         | Cronică | 6× 3×                             | Kristalna Dvorana, Zrenjanin Asistență: 1.200 Arbitri: Al-Mutawa, Al-Suwailam |

| 13 decembrie 2013 15:45 | Argentina | 25 - 15 | Paraguay | Kristalna Dvorana, Zrenjanin Asistență: 500 Arbitri: Engberg, Laurell |
| 13 decembrie 2013 15:45 | Alonso 7  | (13–5)  | Faría 6  | Kristalna Dvorana, Zrenjanin Asistență: 500 Arbitri: Engberg, Laurell |
| 13 decembrie 2013 15:45 | 2× 3×     | Cronică | 3×       | Kristalna Dvorana, Zrenjanin Asistență: 500 Arbitri: Engberg, Laurell |

| 13 decembrie 2013 18:00 | Angola    | 21 - 30 | Spania    | Kristalna Dvorana, Zrenjanin Asistență: 2.000 Arbitri: Koo, Lee |
| 13 decembrie 2013 18:00 | Guialo 10 | (10–14) | Barbosa 9 | Kristalna Dvorana, Zrenjanin Asistență: 2.000 Arbitri: Koo, Lee |
| 13 decembrie 2013 18:00 | 2× 3×     | Cronică | 4× 3×     | Kristalna Dvorana, Zrenjanin Asistență: 2.000 Arbitri: Koo, Lee |

| 13 decembrie 2013 20:15 | Norvegia  | 23 - 18 | Polonia                    | Kristalna Dvorana, Zrenjanin Asistență: 1.500 Arbitri: Lah, Sok |
| 13 decembrie 2013 20:15 | Sulland 6 | (13–10) | Wojtas, Semeniuk-Olchawa 4 | Kristalna Dvorana, Zrenjanin Asistență: 1.500 Arbitri: Lah, Sok |
| 13 decembrie 2013 20:15 | 3×        | Cronică | 2× 3×                      | Kristalna Dvorana, Zrenjanin Asistență: 1.500 Arbitri: Lah, Sok |

### Grupa D
| Echipa    | M | V | E | Î | GM  | GP  | G   | Pct |
| --------- | - | - | - | - | --- | --- | --- | --- |
| Germania  | 5 | 5 | 0 | 0 | 152 | 116 | +36 | 10  |
| România   | 5 | 4 | 0 | 1 | 132 | 96  | +36 | 8   |
| Ungaria   | 5 | 3 | 0 | 2 | 143 | 114 | +29 | 6   |
| Cehia     | 5 | 2 | 0 | 3 | 144 | 135 | +9  | 4   |
| Tunisia   | 5 | 1 | 0 | 4 | 109 | 122 | −13 | 2   |
| Australia | 5 | 0 | 0 | 5 | 68  | 165 | −97 | 0   |

| 7 decembrie 2013 14:45 | Ungaria   | 35 - 27 | Cehia        | SPC Vojvodina, Novi Sad Asistență: 800 Arbitri: Bonaventura, Bonaventura |
| 7 decembrie 2013 14:45 | Görbicz 9 | (18-16) | Knedlíková 6 | SPC Vojvodina, Novi Sad Asistență: 800 Arbitri: Bonaventura, Bonaventura |
| 7 decembrie 2013 14:45 | 2× 3×     | Cronică | 4× 3× 1×     | SPC Vojvodina, Novi Sad Asistență: 800 Arbitri: Bonaventura, Bonaventura |

| 7 decembrie 2013 17:00 | Germania                | 36 - 15 | Australia | SPC Vojvodina, Novi Sad Asistență: 700 Arbitri: Koo, Lee |
| 7 decembrie 2013 17:00 | Kethorn, Müller, Zapf 6 | (17-7)  | Potocki 9 | SPC Vojvodina, Novi Sad Asistență: 700 Arbitri: Koo, Lee |
| 7 decembrie 2013 17:00 | 3× 2×                   | Cronică | 3×        | SPC Vojvodina, Novi Sad Asistență: 700 Arbitri: Koo, Lee |

| 7 decembrie 2013 19:15 | România          | 27 - 17 | Tunisia   | SPC Vojvodina, Novi Sad Asistență: 900 Arbitri: Birch, Stenrand |
| 7 decembrie 2013 19:15 | Perianu, Neagu 6 | (15-8)  | Chebbah 5 | SPC Vojvodina, Novi Sad Asistență: 900 Arbitri: Birch, Stenrand |
| 7 decembrie 2013 19:15 | 6× 3×            | Cronică | 1× 3×     | SPC Vojvodina, Novi Sad Asistență: 900 Arbitri: Birch, Stenrand |

| 9 decembrie 2013 14:45 | Tunisia    | 24 – 26 | Ungaria           | SPC Vojvodina, Novi Sad Asistență: 400 Arbitri: Koo, Lee |
| 9 decembrie 2013 14:45 | Dhaouadi 6 | (15–15) | Görbicz, Tomori 6 | SPC Vojvodina, Novi Sad Asistență: 400 Arbitri: Koo, Lee |
| 9 decembrie 2013 14:45 | 4× 2×      | Report  | 5× 2×             | SPC Vojvodina, Novi Sad Asistență: 400 Arbitri: Koo, Lee |

| 9 decembrie 2013 17:00 | Cehia      | 32 – 37 | Germania  | SPC Vojvodina, Novi Sad Asistență: 800 Arbitri: Coulibaly, Diabaté |
| 9 decembrie 2013 17:00 | Luzumová 9 | (13–17) | Müller 11 | SPC Vojvodina, Novi Sad Asistență: 800 Arbitri: Coulibaly, Diabaté |
| 9 decembrie 2013 17:00 | 4× 2×      | Report  | 6× 3×     | SPC Vojvodina, Novi Sad Asistență: 800 Arbitri: Coulibaly, Diabaté |

| 9 decembrie 2013 19:15 | Australia | 13 - 32 | România      | SPC Vojvodina, Novi Sad Asistență: 300 Arbitri: Bonaventura, Bonaventura |
| 9 decembrie 2013 19:15 | Potocki 5 | (7-16)  | Ciuciulete 7 | SPC Vojvodina, Novi Sad Asistență: 300 Arbitri: Bonaventura, Bonaventura |
| 9 decembrie 2013 19:15 | 2× 3×     | Cronică | 1× 2×        | SPC Vojvodina, Novi Sad Asistență: 300 Arbitri: Bonaventura, Bonaventura |

| 10 decembrie 2013 14:45 | Cehia                | 28 – 24 | Tunisia   | SPC Vojvodina, Novi Sad Asistență: 400 Arbitri: Bonaventura, Bonaventura |
| 10 decembrie 2013 14:45 | Luzumová, Štěrbová 6 | (15–14) | Chebbah 7 | SPC Vojvodina, Novi Sad Asistență: 400 Arbitri: Bonaventura, Bonaventura |
| 10 decembrie 2013 14:45 | 1× 2×                | Cronică | 7× 2×     | SPC Vojvodina, Novi Sad Asistență: 400 Arbitri: Bonaventura, Bonaventura |

| 10 decembrie 2013 17:00 | Germania  | 26 – 23 | România   | SPC Vojvodina, Novi Sad Asistență: 800 Arbitri: Birch, Stenrand |
| 10 decembrie 2013 17:00 | Müller 11 | (13–12) | Nechita 6 | SPC Vojvodina, Novi Sad Asistență: 800 Arbitri: Birch, Stenrand |
| 10 decembrie 2013 17:00 | 2× 3×     | Cronică | 1× 3×     | SPC Vojvodina, Novi Sad Asistență: 800 Arbitri: Birch, Stenrand |

| 10 decembrie 2013 19:15 | Ungaria              | 39 – 15 | Australia | SPC Vojvodina, Novi Sad Asistență: 400 Arbitri: Coulibaly, Diabaté |
| 10 decembrie 2013 19:15 | Rédei Soós, Vincze 6 | (19–11) | Potocki 8 | SPC Vojvodina, Novi Sad Asistență: 400 Arbitri: Coulibaly, Diabaté |
| 10 decembrie 2013 19:15 | 1× 3×                | Cronică | 1× 2× 1×  | SPC Vojvodina, Novi Sad Asistență: 400 Arbitri: Coulibaly, Diabaté |

| 12 decembrie 2013 14:45 | Australia | 10 - 34 | Cehia    | SPC Vojvodina, Novi Sad Asistență: 400 Arbitri: Birch, Stenrand |
| 12 decembrie 2013 14:45 | Boyd 3    | (4–15)  | Crhová 8 | SPC Vojvodina, Novi Sad Asistență: 400 Arbitri: Birch, Stenrand |
| 12 decembrie 2013 14:45 | 1× 2×     | Cronică |          | SPC Vojvodina, Novi Sad Asistență: 400 Arbitri: Birch, Stenrand |

| 12 decembrie 2013 17:00 | Germania  | 26 - 20 | Tunisia   | SPC Vojvodina, Novi Sad Asistență: 1.200 Arbitri: Koo, Lee |
| 12 decembrie 2013 17:00 | Loerper 6 | (10–11) | Chebbah 6 | SPC Vojvodina, Novi Sad Asistență: 1.200 Arbitri: Koo, Lee |
| 12 decembrie 2013 17:00 | 1× 3×     | Cronică | 1× 3×     | SPC Vojvodina, Novi Sad Asistență: 1.200 Arbitri: Koo, Lee |

| 12 decembrie 2013 19:15 | România | 21 - 17 | Ungaria   | SPC Vojvodina, Novi Sad Asistență: 5.000 Arbitri: Coulibaly, Diabaté |
| 12 decembrie 2013 19:15 | Neagu 4 | (8–10)  | Görbicz 7 | SPC Vojvodina, Novi Sad Asistență: 5.000 Arbitri: Coulibaly, Diabaté |
| 12 decembrie 2013 19:15 | 5× 4×   | Cronică | 2× 3×     | SPC Vojvodina, Novi Sad Asistență: 5.000 Arbitri: Coulibaly, Diabaté |

| 13 decembrie 2013 14:45 | Tunisia    | 24 - 15 | Australia | SPC Vojvodina, Novi Sad Asistență: 300 Arbitri: Coulibaly, Diabaté |
| 13 decembrie 2013 14:45 | Dhaouadi 6 | (12–8)  | Potocki 7 | SPC Vojvodina, Novi Sad Asistență: 300 Arbitri: Coulibaly, Diabaté |
| 13 decembrie 2013 14:45 | 3×         | Cronică | 2×        | SPC Vojvodina, Novi Sad Asistență: 300 Arbitri: Coulibaly, Diabaté |

| 13 decembrie 2013 17:00 | Ungaria    | 26 - 27 | Germania  | SPC Vojvodina, Novi Sad Asistență: 3.000 Arbitri: Bonaventura, Bonaventura |
| 13 decembrie 2013 17:00 | Görbicz 12 | (16–14) | Müller 13 | SPC Vojvodina, Novi Sad Asistență: 3.000 Arbitri: Bonaventura, Bonaventura |
| 13 decembrie 2013 17:00 | 4× 2×      | Cronică | 3× 2×     | SPC Vojvodina, Novi Sad Asistență: 3.000 Arbitri: Bonaventura, Bonaventura |

| 13 decembrie 2013 19:15 | România | 29 - 23 | Cehia                 | SPC Vojvodina, Novi Sad Asistență: 700 Arbitri: Mošorinski, Pandžić |
| 13 decembrie 2013 19:15 | Neagu 5 | (14–7)  | Keclíková, Luzumová 4 | SPC Vojvodina, Novi Sad Asistență: 700 Arbitri: Mošorinski, Pandžić |
| 13 decembrie 2013 19:15 | 4× 3×   | Cronică | 3× 4×                 | SPC Vojvodina, Novi Sad Asistență: 700 Arbitri: Mošorinski, Pandžić |

## Fazele eliminatorii
Cele mai bune patru echipe din fiecare grupă (16 în total) vor avansa în fazele eliminatorii.

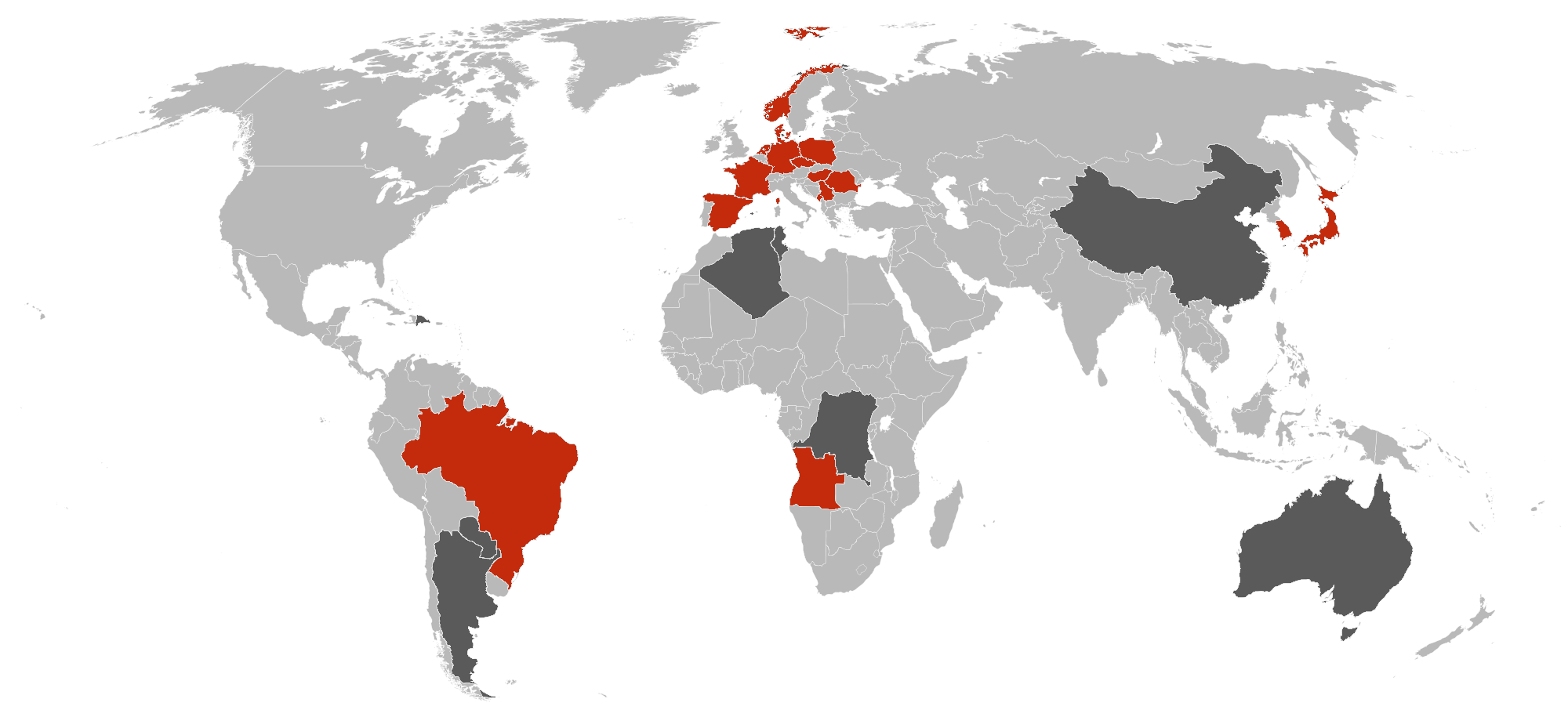
Participanții în fazele eliminatorii: cu culoare roșie. Cu gri închis, echipele eliminate care joacă în Cupa Președintelui.

### Schema
| Optimile de finală | Optimile de finală | Optimile de finală |  |  | Sferturile de finală | Sferturile de finală | Sferturile de finală |  |  | Semifinalele | Semifinalele | Semifinalele |  |              | Finala       | Finala       | Finala |
|                    |                    |                    |  |  |                      |                      |                      |  |  |              |              |              |  |              |              |              |        |
| 1.B                | Brazilia           | 29                 |  |  |                      |                      |                      |  |  |              |              |              |  |              |              |              |        |
| 4.A                | Țările de Jos      | 23                 |  |  | 1.B                  | Brazilia             | 33                   |  |  |              |              |              |  |              |              |              |        |
| 3.D                | Ungaria            | 28                 |  |  | 3.D                  | Ungaria              | 31                   |  |  |              |              |              |  |              |              |              |        |
| 2.C                | Spania             | 21                 |  |  |                      |                      |                      |  |  | 1.B          | Brazilia     | 27           |  |              |              |              |        |
| 3.B                | Danemarca          | 22                 |  |  |                      |                      |                      |  |  | 3.B          | Danemarca    | 21           |  |              |              |              |        |
| 2.A                | Muntenegru         | 21                 |  |  | 3.B                  | Danemarca            | 31                   |  |  |              |              |              |  |              |              |              |        |
| 1.D                | Germania           | 29                 |  |  | 1.D                  | Germania             | 28                   |  |  |              |              |              |  |              |              |              |        |
| 4.C                | Angola             | 21                 |  |  |                      |                      |                      |  |  |              |              |              |  |              | 1.B          | Brazilia     | 22     |
| 3.C                | Polonia            | 31                 |  |  |                      |                      |                      |  |  |              |              |              |  |              | 2.B          | Serbia       | 20     |
| 2.D                | România            | 29                 |  |  | 3.C                  | Polonia              | 22                   |  |  |              |              |              |  |              |              |              |        |
| 1.A                | Franța             | 27                 |  |  | 1.A                  | Franța               | 21                   |  |  |              |              |              |  |              |              |              |        |
| 4.B                | Japonia            | 19                 |  |  |                      |                      |                      |  |  | 3.C          | Polonia      | 18           |  |              |              |              |        |
| 3.A                | Coreea de Sud      | 27                 |  |  |                      |                      |                      |  |  | 2.B          | Serbia       | 24           |  |              |              |              |        |
| 2.B                | Serbia             | 28                 |  |  | 2.B                  | Serbia               | 28                   |  |  |              |              |              |  | Locurile 3-4 | Locurile 3-4 | Locurile 3-4 |        |
| 1.C                | Norvegia           | 31                 |  |  | 1.C                  | Norvegia             | 25                   |  |  |              |              |              |  |              | 3.B          | Danemarca    | 30     |
| 4.D                | Cehia              | 21                 |  |  |                      |                      |                      |  |  |              |              |              |  |              | 3.C          | Polonia      | 26     |

#### Optimile de finală
| 15 decembrie 2013 17:30 | Germania    | 29 – 21 | Angola     | SPC Vojvodina, Novi Sad Asistență: 1.000 Arbitri: Lah, Sok |
| 15 decembrie 2013 17:30 | Steinbach 6 | (13–10) | M. Kiala 8 | SPC Vojvodina, Novi Sad Asistență: 1.000 Arbitri: Lah, Sok |
| 15 decembrie 2013 17:30 | 2× 3×       | Cronică | 3× 2×      | SPC Vojvodina, Novi Sad Asistență: 1.000 Arbitri: Lah, Sok |

| 15 decembrie 2013 18:00 | Franța         | 27 – 19 | Japonia          | Kombank Arena, Belgrad Asistență: 510 Arbitri: Krichen, Makhlouf |
| 15 decembrie 2013 18:00 | Kamto Njitam 5 | (12–9)  | Arihama, Fujii 5 | Kombank Arena, Belgrad Asistență: 510 Arbitri: Krichen, Makhlouf |
| 15 decembrie 2013 18:00 | 8× 4×          | Cronică | 7× 3×            | Kombank Arena, Belgrad Asistență: 510 Arbitri: Krichen, Makhlouf |

| 15 decembrie 2013 20:15 | Polonia  | 31 - 29 | România  | SPC Vojvodina, Novi Sad Asistență: 2.000 Arbitri: Mošorinski, Pandžić |
| 15 decembrie 2013 20:15 | Wojtas 9 | (13-17) | Neagu 10 | SPC Vojvodina, Novi Sad Asistență: 2.000 Arbitri: Mošorinski, Pandžić |
| 15 decembrie 2013 20:15 | 2× 3×    | Cronică | 1× 3×    | SPC Vojvodina, Novi Sad Asistență: 2.000 Arbitri: Mošorinski, Pandžić |

| 15 decembrie 2013 20:45 | Danemarca  | 22 – 21 | Muntenegru  | Kombank Arena, Belgrad Asistență: 1.100 Arbitri: García, Marín |
| 15 decembrie 2013 20:45 | Burgaard 6 | (11–12) | Bulatović 7 | Kombank Arena, Belgrad Asistență: 1.100 Arbitri: García, Marín |
| 15 decembrie 2013 20:45 | 4× 3×      | Cronică | 3×          | Kombank Arena, Belgrad Asistență: 1.100 Arbitri: García, Marín |

| 16 decembrie 2013 17:30 | Ungaria   | 28 – 21 | Spania  | SPC Vojvodina, Novi Sad Asistență: 1.500 Arbitri: Birch, Stenrand |
| 16 decembrie 2013 17:30 | Görbicz 6 | (17–12) | López 7 | SPC Vojvodina, Novi Sad Asistență: 1.500 Arbitri: Birch, Stenrand |
| 16 decembrie 2013 17:30 | 2×        | Cronică | 2× 3×   | SPC Vojvodina, Novi Sad Asistență: 1.500 Arbitri: Birch, Stenrand |

| 16 decembrie 2013 18:00 | Brazilia    | 29 – 23 | Țările de Jos | Kombank Arena, Belgrad Asistență: 300 Arbitri: Horváth, Márton |
| 16 decembrie 2013 18:00 | Rodrigues 7 | (16–14) | Abbingh 7     | Kombank Arena, Belgrad Asistență: 300 Arbitri: Horváth, Márton |
| 16 decembrie 2013 18:00 | 5× 3×       | Cronică | 7× 3×         | Kombank Arena, Belgrad Asistență: 300 Arbitri: Horváth, Márton |

| 16 decembrie 2013 20:15 | Norvegia     | 31 - 21 | Cehia      | SPC Vojvodina, Novi Sad Asistență: 1.000 Arbitri: Marina, Minore |
| 16 decembrie 2013 20:15 | Løke, Mørk 5 | (19–10) | Luzumová 6 | SPC Vojvodina, Novi Sad Asistență: 1.000 Arbitri: Marina, Minore |
| 16 decembrie 2013 20:15 | 2× 3×        | Cronică | 4× 3×      | SPC Vojvodina, Novi Sad Asistență: 1.000 Arbitri: Marina, Minore |

| 16 decembrie 2013 20:45 | Coreea de Sud | 27 – 28 | Serbia  | Kombank Arena, Belgrad Asistență: 12.000 Arbitri: Santos, Fonseca |
| 16 decembrie 2013 20:45 | Ji-Hae 8      | (12–13) | Lekić 8 | Kombank Arena, Belgrad Asistență: 12.000 Arbitri: Santos, Fonseca |
| 16 decembrie 2013 20:45 | 3× 1×         | Report  | 3× 4×   | Kombank Arena, Belgrad Asistență: 12.000 Arbitri: Santos, Fonseca |

#### Sferturile de finală
| 18 decembrie 2013 17:30 | Brazilia                  | 33 – 31 (Prel.) | Ungaria  | Kombank Arena, Belgrad Asistență: 7.500 Arbitri: Mošorinski, Pandžić |
| 18 decembrie 2013 17:30 | do Nascimento 10          | (12–11)         | Tomori 7 | Kombank Arena, Belgrad Asistență: 7.500 Arbitri: Mošorinski, Pandžić |
| 18 decembrie 2013 17:30 | 9× 2×                     | Cronică         | 4× 1×    | Kombank Arena, Belgrad Asistență: 7.500 Arbitri: Mošorinski, Pandžić |
| 18 decembrie 2013 17:30 | FT: 26–26 Prel.: 3–3, 4–2 |                 |          | Kombank Arena, Belgrad Asistență: 7.500 Arbitri: Mošorinski, Pandžić |

| 18 decembrie 2013 17:30 | Polonia                    | 22 – 21 | Franța            | SPC Vojvodina, Novi Sad Asistență: 1.000 Arbitri: Birch, Stenrand |
| 18 decembrie 2013 17:30 | Semeniuk-Olchawa, Wojtas 5 | (11–8)  | Pineau, Dembélé 5 | SPC Vojvodina, Novi Sad Asistență: 1.000 Arbitri: Birch, Stenrand |
| 18 decembrie 2013 17:30 | 4× 3×                      | Cronică | 1× 4×             | SPC Vojvodina, Novi Sad Asistență: 1.000 Arbitri: Birch, Stenrand |

| 18 decembrie 2013 20:15 | Serbia                | 28 – 25 | Norvegia | Kombank Arena, Belgrad Asistență: 16.500 Arbitri: Gatelis, Mažeika |
| 18 decembrie 2013 20:15 | Damnjanović, Cvijić 8 | (15–16) | Løke 5   | Kombank Arena, Belgrad Asistență: 16.500 Arbitri: Gatelis, Mažeika |
| 18 decembrie 2013 20:15 | 2× 3×                 | Cronică | 3×       | Kombank Arena, Belgrad Asistență: 16.500 Arbitri: Gatelis, Mažeika |

| 18 decembrie 2013 20:15 | Danemarca     | 31 – 28 | Germania  | SPC Vojvodina, Novi Sad Asistență: 2.500 Arbitri: Bonaventura, Bonaventura |
| 18 decembrie 2013 20:15 | Kristiansen 7 | (17–17) | Müller 12 | SPC Vojvodina, Novi Sad Asistență: 2.500 Arbitri: Bonaventura, Bonaventura |
| 18 decembrie 2013 20:15 | 1× 2×         | Report  | 3×        | SPC Vojvodina, Novi Sad Asistență: 2.500 Arbitri: Bonaventura, Bonaventura |

#### Semifinalele
| 20 decembrie 2013 18:00 | Polonia          | 18 - 24 | Serbia  | Kombank Arena, Belgrad Asistență: 19,000 Arbitri: Bonaventura, Bonaventura |
| 20 decembrie 2013 18:00 | Szwed-Orneborg 4 | (6–14)  | Lekić 8 | Kombank Arena, Belgrad Asistență: 19,000 Arbitri: Bonaventura, Bonaventura |
| 20 decembrie 2013 18:00 | 2× 4×            | Cronică | 3×      | Kombank Arena, Belgrad Asistență: 19,000 Arbitri: Bonaventura, Bonaventura |

| 20 decembrie 2013 20:45 | Brazilia        | 27 – 21 | Danemarca                               | Kombank Arena, Belgrad Asistență: 7.000 Arbitri: Lah, Sok |
| 20 decembrie 2013 20:45 | do Nascimento 7 | (14–10) | Fisker, Hansen, Gravholt, Kristiansen 3 | Kombank Arena, Belgrad Asistență: 7.000 Arbitri: Lah, Sok |
| 20 decembrie 2013 20:45 | 5× 3×           | Cronică | 2× 3×                                   | Kombank Arena, Belgrad Asistență: 7.000 Arbitri: Lah, Sok |

#### Locurile 3-4
| 22 decembrie 2013 14:30 | Danemarca      | 30 – 26 | Polonia     | Kombank Arena, Belgrad Asistență: 6.500 Arbitri: Gatelis, Mažeika |
| 22 decembrie 2013 14:30 | Kristiansen 10 | (12–15) | Kulwińska 5 | Kombank Arena, Belgrad Asistență: 6.500 Arbitri: Gatelis, Mažeika |
| 22 decembrie 2013 14:30 | 2×             | Cronică | 2×          | Kombank Arena, Belgrad Asistență: 6.500 Arbitri: Gatelis, Mažeika |

#### Finala
Finala s-a jucat în Kombank Arena din Belgrad, între Brazilia și gazda Serbia, și a fost vizionată de 19.467 spectatori. Arbitrii meciului au fost spaniolii Andreu Marín și Ignacio García. A fost prima finală disputată vreodată pentru ambele echipe. Cea mai bună performanță anterioară a Braziliei era locul cinci la Campionatul Mondial din 2011, iar a Serbiei locul trei la Campionatul Mondial din 2001 (pe atunci ca RF Iugoslavia). Ambele echipe s-au calificat în finală după ce au jucat în Grupa B, unde Brazilia a învins Serbia cu scorul de 25–23. În fazele eliminatorii Brazilia a învins Olanda, Ungaria și Danemarca, în timp ce Serbia a învins Coreea de Sud, Norvegia și Polonia.
Meciul a început cu o dominare timpurie de 3–1 a Braziliei, dar Serbia și-a revenit și a preluat controlul partidei, conducând cu 8-6. Jucătoarele din Serbia au condus ultima dată cu 10–9, dar Brazilia a înscris o serie de patru goluri fără ca sârboaicele să înscrie deloc, ceea ce i-a adus un avantaj de 13–10. Echipa Serbiei a mai marcat un singur gol până la pauză, ceea ce a făcut ca rezultatul să fie 13–11 după primele 30 de minute. În repriza secundă, Brazilia a început în forță și a marcat trei goluri consecutive, ducând scorul la 16-11. Serbia nu a cedat și s-a apropiat la un singur gol, după o serie de 4–0. Unul din motivele revenirii Serbiei a fost portarul Katarina Tomašević, care a apărat două lovituri de la 7 m într-un singur minut. Cu numai patru minute înainte de final s-a consemnat un rezultat strâns, 19–19. Brazilia a înscris și a preluat din nou conducerea, dar Andrea Lekić a egalat pentru 20–20. Totuși, echipa Braziliei s-a desprins din nou la un gol și, după o ratare a Draganei Cvijić, Ana Paula Rodrigues a marcat ultimul gol pentru formația sa, stabilind scorul final de 22–20. Alexandra do Nascimento cu șase reușite și Cvijić cu cinci au fost cele mai bune marcatoare pentru cele două finaliste. Brazilia a devenit prima echipă sud-americană care a câștigat campionatul mondial și doar a doua formație ne-europeană (după Coreea de Sud) care a făcut-o.
| 22 decembrie 2013 17:15 | Brazilia        | 22–20   | Serbia   | Kombank Arena, Belgrad Asistență: 19.467 Arbitri: García, Marín |
| 22 decembrie 2013 17:15 | do Nascimento 6 | (13–11) | Cvijić 5 | Kombank Arena, Belgrad Asistență: 19.467 Arbitri: García, Marín |
| 22 decembrie 2013 17:15 | 5× 2×           | Cronică | 4×       | Kombank Arena, Belgrad Asistență: 19.467 Arbitri: García, Marín |

## Cupa Președintelui
Echipele de pe locurile cinci și șase din fiecare grupă au participat la Cupa Președintelui pentru a determina clasarea de la 17 la 24.
|  | Semifinale plasament locurile 17–20 | Semifinale plasament locurile 17–20 |    |              | Locurile 17-18 | Locurile 17-18 |  |
|  |                                     |                                     |    |              |                |                |  |
|  | 15 decembrie                        |                                     |    |              |                |                |  |
|  | RD Congo                            | 22                                  |    |              |                |                |  |
|  | China                               | 23                                  |    |              |                |                |  |
|  |                                     |                                     |    |              |                |                |  |
|  |                                     |                                     |    |              | 16 decembrie   |                |  |
|  |                                     |                                     |    |              | China          | 23             |  |
|  |                                     | Tunisia                             | 28 |              |                |                |  |
|  |                                     |                                     |    |              |                |                |  |
|  |                                     |                                     |    |              |                |                |  |
|  |                                     |                                     |    |              | Locurile 19-20 |                |  |
|  | 15 decembrie                        | 15 decembrie                        |    | 16 decembrie | 16 decembrie   |                |  |
|  | Argentina                           | 21                                  |    | RD Congo     | 19             |                |  |
|  | Tunisia                             | 27                                  |    |              | Argentina      | 31             |  |

#### Semifinalele de plasament pentru locurile 17–20
| 15 decembrie 2013 17:45 | RD Congo  | 22 – 23 | China    | Centrul Sportiv Čair, Niš Asistență: 300 Arbitri: Duță, Diabaté |
| 15 decembrie 2013 17:45 | Mwasesa 6 | (8–11)  | Jiaqin 7 | Centrul Sportiv Čair, Niš Asistență: 300 Arbitri: Duță, Diabaté |
| 15 decembrie 2013 17:45 | 2× 3×     | Cronică | 2× 3×    | Centrul Sportiv Čair, Niš Asistență: 300 Arbitri: Duță, Diabaté |

| 15 decembrie 2013 20:00 | Argentina | 21 – 27 | Tunisia          | Centrul Sportiv Čair, Niš Asistență: 300 Arbitri: Engberg, Røen |
| 15 decembrie 2013 20:00 | Gambino 5 | (12–14) | Sfar-Ben-Chker 8 | Centrul Sportiv Čair, Niš Asistență: 300 Arbitri: Engberg, Røen |
| 15 decembrie 2013 20:00 | 1×        | Cronică | 4×               | Centrul Sportiv Čair, Niš Asistență: 300 Arbitri: Engberg, Røen |

#### Locurile 19-20
| 16 decembrie 2013 17:45 | RD Congo  | 19 – 31 | Argentina          | Centrul Sportiv Čair, Niš Asistență: 250 Arbitri: Røen, Lee |
| 16 decembrie 2013 17:45 | Mwasesa 4 | (7–14)  | Decilio, Bianchi 7 | Centrul Sportiv Čair, Niš Asistență: 250 Arbitri: Røen, Lee |
| 16 decembrie 2013 17:45 | 6× 3×     | Cronică | 1× 3×              | Centrul Sportiv Čair, Niš Asistență: 250 Arbitri: Røen, Lee |

#### Locurile 17-18
| 16 decembrie 2013 20:00 | China         | 23 – 28 | Tunisia  | Centrul Sportiv Čair, Niš Asistență: 300 Arbitri: Coulibaly, Arntsen |
| 16 decembrie 2013 20:00 | Zhao Jiaqin 7 | (11–12) | Toumi 12 | Centrul Sportiv Čair, Niš Asistență: 300 Arbitri: Coulibaly, Arntsen |
| 16 decembrie 2013 20:00 | 3×            | Cronică | 1× 2×    | Centrul Sportiv Čair, Niš Asistență: 300 Arbitri: Coulibaly, Arntsen |

### Barajele pentru locurile 21-24
|  | Semifinale plasament locurile 21-24 | Semifinale plasament locurile 21-24 |    |                      | Locurile 21-22 | Locurile 21-22 |  |
|  |                                     |                                     |    |                      |                |                |  |
|  | 15 decembrie                        |                                     |    |                      |                |                |  |
|  | Republica Dominicană                | 24                                  |    |                      |                |                |  |
|  | Algeria                             | 29                                  |    |                      |                |                |  |
|  |                                     |                                     |    |                      |                |                |  |
|  |                                     |                                     |    |                      | 16 decembrie   |                |  |
|  |                                     |                                     |    |                      | Algeria        | 19             |  |
|  |                                     | Paraguay                            | 29 |                      |                |                |  |
|  |                                     |                                     |    |                      |                |                |  |
|  |                                     |                                     |    |                      |                |                |  |
|  |                                     |                                     |    |                      | Locurile 23-24 |                |  |
|  | 15 decembrie                        | 15 decembrie                        |    | 16 decembrie         | 16 decembrie   |                |  |
|  | Paraguay                            | 18 (5)                              |    | Republica Dominicană | 27             |                |  |
|  | Australia                           | 18 (3)                              |    |                      | Australia      | 26             |  |

#### Semifinalele de plasament pentru locurile 21-24
| 15 decembrie 2013 13:15 | Republica Dominicană | 24 – 29 | Algeria | Centrul Sportiv Čair, Niš Asistență: 300 Arbitri: Laurell, Lee |
| 15 decembrie 2013 13:15 | Pop 7                | (9–12)  | Ziadi 5 | Centrul Sportiv Čair, Niš Asistență: 300 Arbitri: Laurell, Lee |
| 15 decembrie 2013 13:15 | 4× 3×                | Cronică | 3×      | Centrul Sportiv Čair, Niš Asistență: 300 Arbitri: Laurell, Lee |

| 15 decembrie 2013 15:30 | Paraguay             | 18 – 18 (Prel.) | Australia | Centrul Sportiv Čair, Niš Asistență: 300 Arbitri: Florescu, Koo |
| 15 decembrie 2013 15:30 | Acuña 9              | (12–10)         | Potocki 8 | Centrul Sportiv Čair, Niš Asistență: 300 Arbitri: Florescu, Koo |
| 15 decembrie 2013 15:30 | 5× 3×                | Cronică         | 6× 4×     | Centrul Sportiv Čair, Niš Asistență: 300 Arbitri: Florescu, Koo |
| 15 decembrie 2013 15:30 | FT: 18–18 Prel.: 5–3 |                 |           | Centrul Sportiv Čair, Niš Asistență: 300 Arbitri: Florescu, Koo |

#### Locurile 23-24
| 16 decembrie 2013 13:15 | Republica Dominicană | 27 – 26 | Australia  | Centrul Sportiv Čair, Niš Asistență: 200 Arbitri: Al-Mutawa, Al-Suwailam |
| 16 decembrie 2013 13:15 | Andino, Lopez, Pop 6 | (18–9)  | Potocki 11 | Centrul Sportiv Čair, Niš Asistență: 200 Arbitri: Al-Mutawa, Al-Suwailam |
| 16 decembrie 2013 13:15 | 6× 2×                | Report  | 1× 3×      | Centrul Sportiv Čair, Niš Asistență: 200 Arbitri: Al-Mutawa, Al-Suwailam |

#### Locurile 21-22
| 16 decembrie 2013 15:30 | Algeria    | 19 – 29 | Paraguay              | Centrul Sportiv Čair, Niš Asistență: 300 Arbitri: Laurell, Florescu |
| 16 decembrie 2013 15:30 | Iberaken 5 | (10–13) | Acuña, Faria, Fiore 7 | Centrul Sportiv Čair, Niš Asistență: 300 Arbitri: Laurell, Florescu |
| 16 decembrie 2013 15:30 | 5× 2×      | Cronică | 4× 3×                 | Centrul Sportiv Čair, Niš Asistență: 300 Arbitri: Laurell, Florescu |

Unde: 
- SF = semifinală

## Statistici

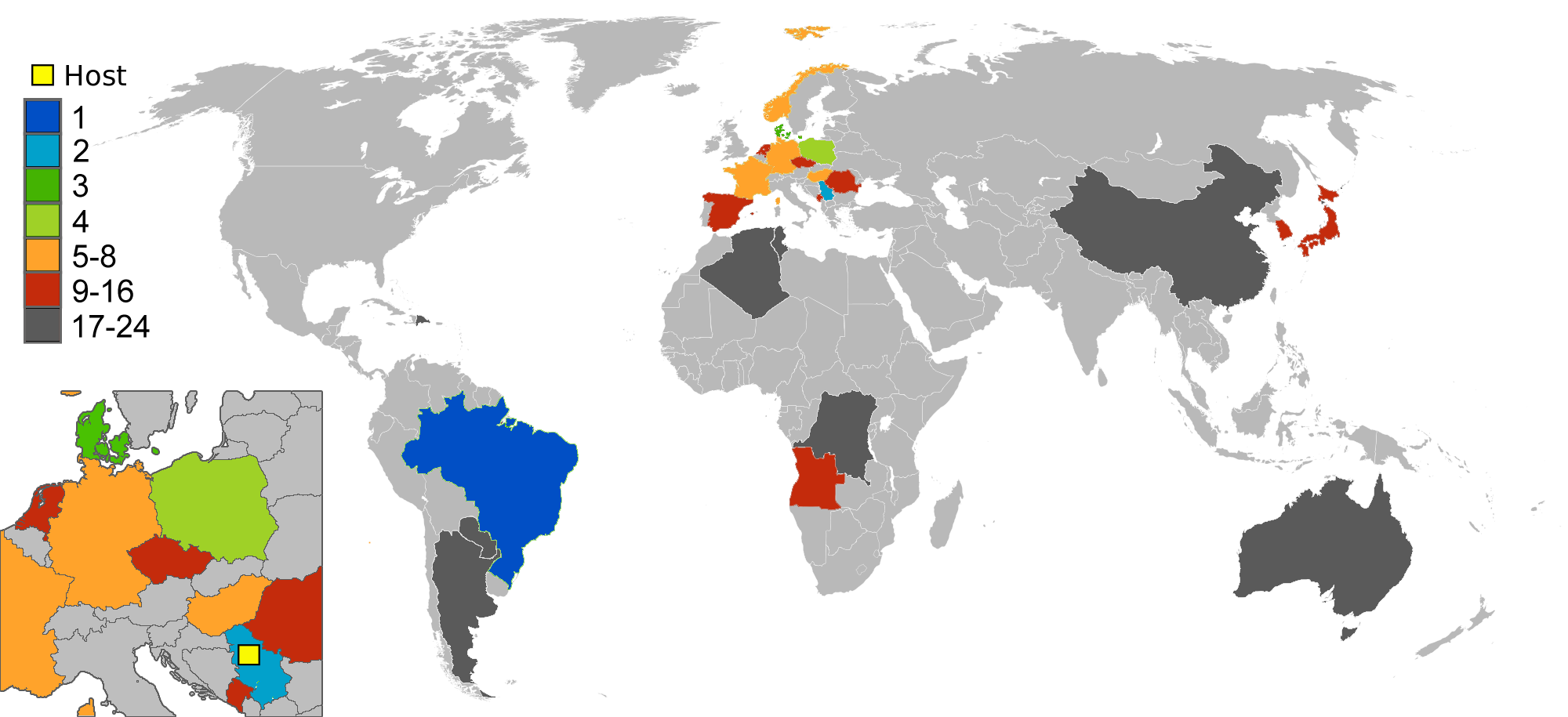
Clasamentul final

### Clasamentul final
|    | Brazilia             |
|    | Serbia               |
|    | Danemarca            |
| 4  | Polonia              |
| 5  | Norvegia             |
| 6  | Franța               |
| 7  | Germania             |
| 8  | Ungaria              |
| 9  | Spania               |
| 10 | România              |
| 11 | Muntenegru           |
| 12 | Coreea de Sud        |
| 13 | Țările de Jos        |
| 14 | Japonia              |
| 15 | Cehia                |
| 16 | Angola               |
| 17 | Tunisia              |
| 18 | China                |
| 19 | Argentina            |
| 20 | RD Congo             |
| 21 | Paraguay             |
| 22 | Algeria              |
| 23 | Republica Dominicană |
| 24 | Australia            |

| Campionatul Mondial de Handbal Feminin 2013 · Brazilia · Primul titlu Echipa: Fabiana Diniz, Alexandra do Nascimento, Samira Rocha, Daniela Piedade, Amanda de Andrade, Fernanda da Silva, Ana Paula Rodrigues, Bárbara Arenhart, Elaine Gomes, Mayssa Pessoa, Karoline de Souza, Eduarda Amorim, Deborah Nunes, Mariana Costa, Mayara Moura, Deonise Cavaleiro. · Antrenor principal: Morten Soubak. |

| Post            | Handbalistă             |
| --------------- | ----------------------- |
| Portar          | Bárbara Arenhart (BRA)  |
| Extremă stânga  | Maria Fisker (DEN)      |
| Inter stânga    | Sanja Damnjanović (SRB) |
| Pivot           | Dragana Cvijić (SRB)    |
| Coordonator     | Anita Görbicz (HUN)     |
| Inter dreapta   | Susann Müller (GER)     |
| Extremă dreapta | Woo Sun Hee (KOR)       |

| Poz. | Nume                    | Goluri | Șuturi | %  |
| ---- | ----------------------- | ------ | ------ | -- |
| 1    | Susann Müller           | 62     | 99     | 63 |
| 2    | Alexandra do Nascimento | 54     | 81     | 67 |
| 3    | Sally Potocki           | 48     | 101    | 48 |
| 3    | Anita Görbicz           | 48     | 71     | 68 |
| 5    | Sanja Damnjanović       | 46     | 94     | 49 |
| 5    | Andrea Lekić            | 46     | 78     | 59 |
| 7    | Kristina Kristiansen    | 45     | 67     | 67 |
| 8    | Christianne Mwasesa     | 42     | 85     | 49 |
| 9    | Ana Paula Rodrigues     | 39     | 75     | 52 |
| 9    | Alina Wojtas            | 39     | 76     | 51 |

| Poziție | Nume               | %  | Parade | Șuturi |
| ------- | ------------------ | -- | ------ | ------ |
| 1       | Lucie Satrapová    | 58 | 34     | 59     |
| 2       | Silje Solberg      | 49 | 49     | 101    |
| 3       | Amandine Leynaud   | 45 | 57     | 128    |
| 3       | Jovana Risović     | 45 | 49     | 108    |
| 5       | Bárbara Arenhart   | 42 | 81     | 195    |
| 5       | Katarina Tomašević | 42 | 99     | 237    |
| 7       | Katrine Lunde      | 41 | 60     | 147    |
| 7       | Marina Vukčević    | 41 | 47     | 114    |
| 7       | Fadia Omrani       | 41 | 37     | 90     |
| 10      | Mayssa Pessoa      | 39 | 52     | 135    |
| 10      | Paula Ungureanu    | 39 | 39     | 100    |